# مارتا سیروتکینا
 مارتا سیروتکینا ([Марта Александровна Сироткина] Error: {{Lang}}: متن دارای نشانه‌گذاری ایتالیک است (راهنما)؛ زادهٔ ۲۲ مارس ۱۹۹۱) یک تنیس‌باز اهل روسیه است.